# Первый Ахенский мир
Первый Ахенский мир  был заключён 2 мая 1668 года по окончании деволюционной войны, которую в 1667 году начал против Испании король Людовик XIV. Пользуясь смертью Филиппа IV Испанского, на дочери которого — Марии Терезии — он был женат, Людовик объявил свои притязания на большую часть Испанских Нидерландов, ссылаясь на немецкое право наследования, принятое между частными лицами в Брабанте и Намюре.
Успехи Людовика, однако, были остановлены тройственным союзом между Англией, Голландией и Швецией, которые предписали Испании уступить Людовику XIV либо Франш-Конте, либо уже завоёванную им часть Фландрии, угрожая войной той стороне, которая не согласится на эти уступки. После принятия французским королём этих условий в Сен-Жермен-ан-Ле Испания также согласилась уступить часть Фландрии. В итоге Франция сохранила 11 занятых ею в Испанских Нидерландах городов (в том числе Дуэ и Лилль), но возвратила Испании Франш-Конте, после чего при содействии Тройственного союза в Ахене 2 мая 1668 года состоялся формальный мир, для поддержания которого три державы соединились ещё раз по договору 1669 года.